# Antocha (Antocha) stenophallus
Antocha (Antocha) stenophallus is een tweevleugelige uit de familie steltmuggen (Limoniidae). De soort komt voor in het Oriëntaals gebied.